# Herbicides arc-en-ciel

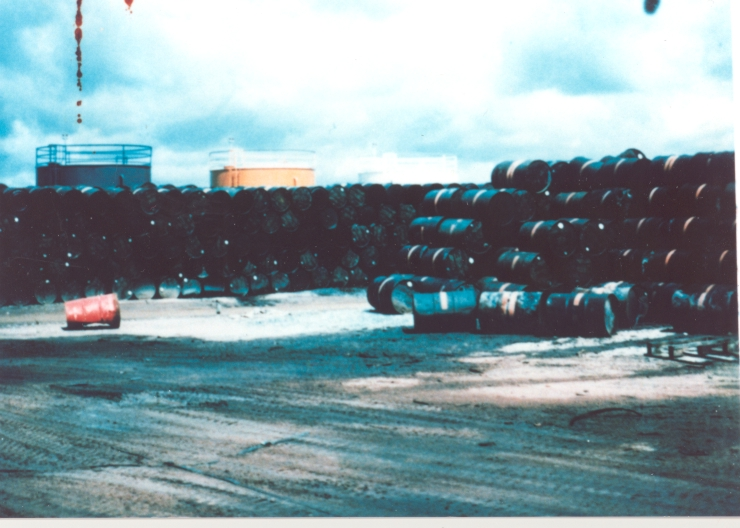
Grandes piles de fûts de 55 gallons (208,198 litres)remplis d'agent orange, un des herbicides faisant partie des herbicides arc-en-ciel

Les herbicides arc-en-ciel — nommés ainsi pour leurs couleurs respectives (blanche, bleue, orange, pourpre, rose et verte) — désigne un groupe de six herbicides utilisés par les Forces armées des États-Unis en Asie du Sud-Est durant la guerre du Viêt Nam dans le cadre d'une opération de guerre chimique avec pour objectif de détruire l'écosystème floral d'une zone utilisée par l'ennemi pour l'agriculture ou comme moyen de camouflage.
Les six herbicides sont les suivants : l'agent blanc, l'agent bleu, l'agent orange, l'agent pourpre, l'agent rose et l'agent vert.
Mis au point dans le cadre du projet AGILE et développés par les sociétés Dow Chemical et Monsanto pour le compte de l'armée américaine, ces herbicides sont utilisés durant l'opération Ranch Hand de 1962 à 1971 contre le Viet Cong.